# Teatrul Național „Eugène Ionesco”
Teatrul Național „Eugène Ionesco” este unul din principalele teatre din Chișinău. A fost fondat la puțin timp după proclamarea independenței Republicii Moldova, la 11 septembrie 1991. Teatrul a fost creat la inițiativa unei echipe de actori, proaspeți absolvenți ai Școli de teatru „Șciuikin” din Moscova, în frunte cu Petru Vutcărău. Eugène Ionesco și-a dat personal acordul ca noul teatru să-i poarte numele, acesta fiind primul trofeu obținut de către descendenții școlii vahtangoviene. Cunoscutul regizor și actor basarabean Petru Vutcărău a fost primul regizor și director artistic al teatrului, actualmente fiind și directorul teatrului. 

## Istoric
În 1990, un grup de 13 actori, în frunte cu Petru Vutcărău, părăsesc teatrul „Luceafărul” și devin un teatru „ambulant”. Noua trupă, numită deja Teatrul „Eugene Ionesco” (directorul teatrului fiind în acel moment Alexandru Corduneanu), se stabilește temporar la Râmnicu-Vâlcea, România, unde li se oferă cazare și o scenă în care pot monta și prezenta spectacole. După 5 luni de ședere la Vâlcea, teatrul întreprinde primul său mare turneu, care a cuprins cele mai mari orașe din România – Târgu-Mureș, Cluj, Oradea, Timișoara, Arad, București. În această perioadă teatrul cucerește primele sale premii la diverse festivaluri de teatru și înregistrează două spectacole din repertoriul său la Televiziunea Română, spectacole păstrate și în ziua de azi în fondurile TVR.
În vara anului 1991 teatrul revine la Chișinău, iar în toamna aceluiași an este oficializat în cadrul Ministerului Culturii. Petru Vucărău devine prim-regizorul teatrului. Val Butnaru, jurnalist și dramaturg, își asumă direcția artistică a TEI, direcția administrativă fiind asigurată de Valentin Todercan. Teatrul a fost temporar situat în incinta Palatului Republicii, pe strada Nicolae Iorga 21A.
În perioada 1991–1995 în teatru au fost montate spectacole renumite, cum ar fi Așteptându-l pe Godot, Cântăreața cheală, Iosif și amanta sa, Pescărușul, Chirița în provincie, Regele moare, Voci în lumina orbitoare – spectacole premiate în toate colțurile lumii, din Franța până în Japonia. În 1994 teatrul a fost invitat să participe la Festivalul de teatru de la Avignon (Franța) cu trei spectacole din repertoriu. Tot de atunci datează și colaborarea teatrului cu regizorii din SUA Kenneth Kampbell și Moshe Yassur.
În 1993 teatrul devine membru al ITEM (Informal European Theatre Meeting). În 1994, la inițiativa directorului artistic Val Butnaru, teatrul inițiază și organizează, împreună cu Ministerul Culturii, Bienala Teatrului „Eugène Ionesco” (BITEI) – primul în Moldova Festival Internațional de Teatru –, un eveniment teatral și cultural unic în țară
În 1995 ambii directori – Val Butnaru și Valentin Todercan – părăsesc teatrul. Direcția artistică este preluată de Petru Vutcărău (aici se încheie prima perioadă a existenței teatrului), iar din 1997 director manager al TEI devine Veaceslav Reabcinschi. 
În 2000, teatrul „Ionesco” este nevoit să-și părăsească primul sediu temporar – din strada N. Iorga - pentru a se muta în altul, la fel temporar – sediul Centrului de Cultură și Artă „Ginta Latină”, pe strada Sfatul Țării 18. 
Anul 2001 marchează, într-un fel, începutul celei de-a treia perioade în istoria TEI, legată de venirea, în bloc, a unui nou grup de actori - absolvenți ai Academiei de Muzică, Teatru și Arte Plastice. În această perioadă teatrul își diversifică sensibil spectrul activităților - abordează teme noi, dezvoltă în continuare tradiția „spectacolelor mari”, colaborează cu regizori invitați, acordă o atenție sporită dramaturgiei moderne, naționale și internaționale, cu un pronunțat aspect social, promovează noi nume în regie. În 2000, Ion Sapdaru, actor și regizor la Teatrul Național din Iași (România) montează la TEI spectacolul Hamlet după Shakespeare, o importantă realizare atât pe plan regizoral, cât și pe cel actoricesc. Unul dintre cele mai importante proiecte din această perioadă a fost spectacolul Mașinăria Cehov după piesa lui Matei Vișniec – prima colaborare internațională a teatrului cu compania de teatru Les Oiseaux de Passage din Die, Franța. Regizorul Nugzar Lordkipanidze din Georgia vine la TEI să monteze spectacolul Mizantropul după Labiche.
Interesul TEI față de problemele sociale, reflectate în dramaturgia modernă națională și internațională, se materializează în montarea spectacolelor Un orb și o oarbă pe culmile Caucazului, Oameni ai nimănui, Stopped EU.ro.PA!, Chip de foc.
Unul dintre cele mai recente proiecte ale TEI este „stagiunea retro” – reluarea spectacolelor de cea mai largă rezonanță, cu anumite modificări de regie și distribuție. În cadrul acestui proiect au fost deja relansate spectacolele Revizorul de Gogol și Chirița în provincie de Alecsandri.
În 2002 Andrei Locoman devine director manager al teatrului. În februarie 2007, prin decizie guvernamentală, Teatrului „ Eugène Ionesco” i se acordă un sediu propriu – clădirea fostului centru de agrement „Moscova”.

## Componență
Teatrul „Eugène Ionesco” îl are ca director artistic pe Petru Vutcărău, în același timp unul dintre regizori. Lista completă a actorilor, regizorilor, scenografilor, coregrafilor și compozitorilor teatrului, inclusive a celor colaboratori, poate fi găsită aici: [nefuncțională]
.

## Spectacole

### Spectacole curente
În prezent, la teatrul „Eugène Ionesco” se joacă următoarele spectacole:
- Veghe de Morris Panych (regia Veaceslav Sambriș)
- Ioana și focul după piesa cu același nume de Matei Vișniec (regia Petru Vutcărău)
- Romeo și Julieta după William Shakespeare (regia M. Chris Nedeea)
- Și cu violoncelul ce facem? de Matei Visniec (regia și scenografia Petru Vutcărău)
- Oameni ai nimănui de Dumitru Crudu (regia Vitalie Drucec)
- Lecția de Eugène Ionesco (regia Vitalie Drucec)
- Elisabeta I după Paul Foster și cronici istorice (regia, ilustrația muzicală, coregrafia Petru Vutcărău)
- Privighetoarea după povestea lui Hans Christian Andersen (regia Vitalie Drucec)
- Revizorul de Nikolai Gogol (regia și ilustrația muzicală Petru Vutcărău)
- Chirița în provincie de Vasile Alecsandri (regia Petru Vutcărău)
- Ultima noapte la Madrid (regia și adaptarea Vitalie Drucec)
- Șefele de Werner Schwab (regia și scenografia Veaceslav Sambriș)

### Spectacole care nu se mai joacă
Teatrul a mai jucat și alte diverse spectacole, devenite însă arhivă, cum ar fi „6 ½”, „Un orb și o oarbă pe culmile Caucazului”, „Micul prinț”, „Lupii și oile” etc.

## Turnee
Teatrul „Eugène Ionesco” a fost în diferite turnee în diverse colțuri ale lumii. Printre țările vizitate în acest scop de către teatru se numără: Anglia, Egipt, Estonia, Franța, Georgia, Italia, Japonia, Pakistan, Polonia, România, Rusia, Spania, Turcia, Ucraina, Ungaria.

## Sediu
Sediul teatrului „Eugène Ionesco” se află pe bd. Grigore Vieru 11, în clădirea fostului centru de agrement „Moscova”. Înainte de a primi această clădire conform unei dispuneri a Guvernului RM, teatrul activa în incinta Centrului de Cultură și Artă „Ginta Latină”, pe strada Sfatul Țării 18, adică între străzile A. Corobceanu și 31 august 1989.